# Erosi Mandzjgaladzestadion
Het Erosi Mandzjgaladzestadion is een voetbalstadion in de Georgische stad Samtredia. In het stadion speelt FC Samtredia haar thuiswedstrijden.